# Салют-7
Салют-7 е съветска орбитална станция престояла ниска околоземна орбита в периода април от 1982 до февруари 1991 година. Предназначена е за провеждане на научни, технологични, биологични и медицински изследвания в условията на безтегловност. Последната станция от серията „Салют“.

## История
Орбиталната станция „Салют-7“ е създадена за продължаване на научните изследвания в космоса, започнати на предишните станции от серията „Салют“. Станцията „Салют-7“ е модернизирана в сравнение с предшестващата я „Салют-6“ и разчетена за по-дълъг период на експлоатация (до 5 години). Предният и скачващ възел е усилен за прием на тежки спътници от серията „Космос“, увеличен е обема на вътрешното обитаемо пространство, подобрени са битовите условия за екипажа на станцията. В сравнение с предните станции са монтирани допълнителни слънчеви батерии. За излизания в открития космос, на станцията „Салют-7“ се използват усъвършенствани скафандри Орлан, които са разчетени до 6,5 часа работа в открития космос.

## Устройство
Станцията „Салют-7“ се състои от три цилиндрични отсека, съединени помежду си с конични преходи.
- Дължина – около 16 m
- Mаксимален диаметър – 4.15 m
- Обитаем обем – 90 m³
- Тегло при изстрелването – 19 824 kg
- Ракета-носител – Протон (три степени)
- Орбитален наклон – 51.6°
- Разпереност на слънчевите батерии – 17 m
- Площ на слънчевите панели – 51 m²
- Брой слънчеви панели – 3
- Електрическа наличност – 4.5 kW
- Снабдителни кораби – „Союз Т“, „Прогрес“, ТСК (космически кораб)
- Скачваща система „Игла“ или ръчно
- Брой скачващи възли – 2
- Пилотирани мисии – 12
- Непилотирани мисии – 15
- Основни (дълговременни) мисии – 6
- Брой главни двигатели – 2
- Тяга на основния двигател – (всеки) по 300 kg (2.9 kN)

За времето на експлоатация на станцията „Салют-7“ са работили 6 основни екипажа и 5 посетителски експедиции. В състава на посетителски експедицие влизали: първите космонавти на Франция и Индия. Всичко на станцията са работили: 21 космонавта, три космонавта по два пъти и един три.
Към станцията са летели 11 пилотирани кораби „Союз Т“, 12 товарни кораба „Прогрес“ и 3 товарни кораба серия ТСК под името „Космос“.
Продължителността на най-дългите експедиции на станцията „Салют-7“: са 211 и 237 денонощия.
От станцията „Салют-7“ са осъществени 13 излизания в открития космос, с обща продължителност 48 часа 33 минути.

## Особености на полета
ТСК-4 („Космос-1686“) е изстрелян на 27 септември 1985 г., скачен за станцията на 2 октомври 1985 г. С помощта на своите двигатели орбитата на станцията е качена на височина 495 км.
Модулът служил и като „камион“, доставяйки на борда и около 4322 кг материали и специално оборудване – агрегати на системите за обезпечаване на газовия състав и жизненото обезпечаване, контейнери с храна, вода, дрехи, резервни батерии, кабели, бордова документация, научна апаратура, включително подвижната ферма „Маяк“.
В резервоарите на ТСК имало 1550 кг гориво за поддържане орбитата на станцията „Салют-7“, нейната ориентация и стабилизация. Всички тези функции след скачването на „Космос-1686“ се прехвърлят на модула. Значителен принос модулът има и в системата на електрозахранване, които предава на „Салют-7“ (1.1 кВт електроенергия).
Но най-важното е научното оборудване с маса 1255 кг. Апаратурата е предназначена за провеждане на повече от 200 експеримента. Военно-приложния оптически комплекс „Пион-К“ с лазерно-електронен телескоп (разработен от КБ „Фотон“ КОМО) е предназначен за оптически наблюдения с висока резолюция, а също така за изпълнение на програмата „Октант“ в интерес на системите за контрол на космическото пространство и противоракетната отбрана. Планирани са за наблюдение на различни обекти на Земята (експеримент „Повърхност“), на повърхността на океана („Зебра“) и летящи обекти в атмосферата („Обвивка“).
За провеждане на военно-приложни изследвания на спектралните характеристики на радиационния фон на Земята в инфрачервения диапазон е предназначен масрадиоспектрометър на Фурие МРСФ-ИК. Специални ъглови отражатели, които е трябвало да се изстрелват от модула, при работа заедно с „Пион-К“ служили за отработка на методите за контрол на космическото пространство и противоракетната отбрана.
За провеждане на „граждански“ експерименти на ТКС-М имало следната научна апаратура:
- Радиометър „Озон“ – разработен е от Ленинградския държавен университет и КБ „Интеграл“. Предназначен е за изследване на слънчевата радиация и концентрация на озона на височина 15 – 70 км.
- Спектрометър „Фаза“ (разработен от ЦАФА АН ЕССР), служи за изучаване на сребристите облаци (измерване на спектралните характеристики на аерозолите в атмосферата).
- Апаратура „Севан“ (разработка на НИИ по физика на кондензираната материя в Ереванския държавен университет) – за измерване на ядрения състав на космическите лъчи и леките частици с висока енергия.
- Инсталация „Канопус“ (НИИЯФ МГУ) – за изследване на параметрите на пространството и тяхната стандартизация.
- Прибор „Нега“ (ИКИ АН на СССР) – за откриване на неутрони и гама-лъчи.
- Апаратура ИТС 7 – служи за изследване на звездите и Слънцето в инфрачервения диапазон (разработчик ФИАН СССР).

Следва да се отбележи, че в резултат на заболяване на командира на основната експедиция „Союз Т-14“ Владимир Васютин, и последвалото извънпланово предсрочно прекратяване програмата на полета както на работата със специалното оборудване, инсталирано на ТСК, така и на планираната посетителска експедиция на напълно женския екипаж, начело със Светлана Савицка.
След това в плана на медицинските изследвания на космонавтите включва анализ, наречен „проба Васютин“.
Работата с „Пион-К“ е завършена по време на следващата експедиция на Леонид Кизим-Владимир Соловьов.

## Екипажи на станцията
| Eкспедиция        | Екипаж                                                               | Дата на старта                 | Излитане с | Дата на кацане                 | Кацане с  | Продължителност (дни) |
| ----------------- | -------------------------------------------------------------------- | ------------------------------ | ---------- | ------------------------------ | --------- | --------------------- |
| Салют 7 – EO-1    | Анатолий Березовой, Валентин Лебедев                                 | 13 май 1982 09:58:05 UTC       | Союз Т-5   | 10 декември 1982 19:02:36 UTC  | Союз Т-7  | 211.38                |
| Салют 7 – EP-1    | Владимир Джанибеков, Александър Иванченков, Жан-Лу Кретиен – Франция | 24 юни 1982 16:29:48 UTC       | Союз Т-6   | 2 юли 1982 14:20:40 UTC        | Союз Т-6  | 7.91                  |
| Салют 7 – EP-2    | Леонид Попов, Александър Серебров, Светлана Савицкая                 | 19 август 1982 17:11:52 UTC    | Союз Т-7   | 27 август 1982 15:04:16 UTC    | Союз Т-5  | 7.91                  |
| Салют 7 – EO-2    | Владимир Ляхов, Александър Александров                               | 27 юни 1983 09:12:00 UTC       | Союз Т-9   | 23 ноември 1983 19:58:00 UTC   | Союз Т-9  | 149.45                |
| Салют 7 – EO-3    | Леонид Кизим, Владимир Соловьов, Олег Атков                          | 8 февруари 1984 12:07:26 UTC   | Союз Т-10  | 2 октомври 1984 10:57:00 UTC   | Союз Т-11 | 236.95                |
| Салют 7 – EP-3    | Юрий Малишев, Генадий Стрекалов, Ракеш Шарма – Индия                 | 3 април 1984 13:08:00 UTC      | Союз Т-11  | 11 април 1984 10:48:48 UTC     | Союз Т-10 | 7.90                  |
| Салют 7 – EP-4    | Владимир Джанибеков, Светлана Савицкая, Игор Волк                    | 17 юли 1984 17:40:54 UTC       | Союз Т-12  | 29 юли 1984 12:55:30 UTC       | Союз Т-12 | 11.80                 |
| Салют 7 – EO-4-1a | Виктор Савиних                                                       | 6 юни 1985 06:39:52 UTC        | Союз Т-13  | 21 ноември 1985 10:31:00 UTC   | Союз Т-14 | 168.16                |
| Салют 7 – EO-4-1b | Владимир Джанибеков                                                  | 6 юни 1985 06:39:52 UTC        | Союз Т-13  | 26 септември 1985 09:51:58 UTC | Союз Т-13 | 112.13                |
| Салют 7 – EP-5    | Георгий Гречко                                                       | 17 септември 1985 12:38:52 UTC | Союз Т-14  | 26 септември 1985 09:51:58 UTC | Союз Т-13 | 8.88                  |
| Салют 7 – EO-4-2  | Владимир Васютин, Aлександър Волков                                  | 17 септември 1985 12:38:52 UTC | Союз Т-14  | 21 ноември 1985 10:31:00 UTC   | Союз Т-14 | 64.91                 |
| Салют 7 – EO-5    | Леонид Кизим, Владимир Соловьов                                      | 13 март 1986 12:33:09 UTC      | Союз Т-15  | 16 юли 1986 12:34:05 UTC       | Союз Т-15 | 125.00 50 on S7       |

### Космически разходки
| Космически кораб       | космонавти            | Начало – UTC          | Край – UTC            | Продължителност | Бележки                             |
| ---------------------- | --------------------- | --------------------- | --------------------- | --------------- | ----------------------------------- |
| Салют 7 – PE-1 – EVA 1 | Лебедев и Березовой   | 30 юли 1982, 02:39    | 30 юли 1982, 05:12    | 2 ч, 33 мин     | Експерименти                        |
| Салют 7 – PE-2 – EVA 1 | Ляхов и Александров   | 1 ноември 1983, 04:47 | 1 ноември 1983, 07:36 | 2 ч, 50 мин     | Добавяне на слънчева батерия        |
| Салют 7 – PE-2 – EVA 2 | Ляхов и Aлекандров    | 3 ноември 1983, 03:47 | 3 ноември 1983, 06:62 | 2 ч, 55 мин     | Добавяне на слънчева батерия        |
| Салют 7 – PE-3 – EVA 1 | Кизим и Соловьов      | 23 април 1984, 04:31  | 23 април 1984, 08:46  | 4 ч, 20 мин     | Ремонт                              |
| Салют 7 – PE-3 – EVA 2 | Kизим и Соловьов      | 26 април 1984, 02:40  | 26 април 1984, 07:40  | 4 ч, 56 мин     | Ремонт                              |
| Салют 7 – PE-3 – EVA 3 | Кизим и Соловьов      | 29 април 1984, 01:35  | 29 април 1984, 04:20  | 2 ч, 45 мин     | Ремонт                              |
| Салют 7 – PE-3 – EVA 4 | Kизим и Соловьов      | 3 май 1984, 23:15     | 4 май 1984, 02:00     | 2 ч, 45 мин     | Ремонт                              |
| Салют 7 – PE-3 – EVA 5 | Kизим и Соловьов      | 18 май 1984, 17:52    | 18 май 1984, 20:57    | 3 ч, 05 мин     | Добавяне на слънчева инсталация     |
| Салют 7 – VE-4 – EVA 1 | Савицкая и Джанибеков | 25 юли 1984, 14:55    | 25 юли 1984, 18:29    | 3 ч, 35 мин     | Първа жена в открития космос        |
| Салют 7 – PE-3 – EVA 6 | Kизим и Соловьов      | 8 август 1984, 08:46  | 8 август 1984, 13:46  | 5 ч, 00 мин     | Ремонт                              |
| Салют 7 – PE-4 – EVA 1 | Джанибеков и Савиних  | 2 август 1985, 07:15  | 2 август 1985, 12:15  | 5 ч, 00 мин     | Увеличена площ на слънчевите панели |
| Салют 7 – PE-6 – EVA 1 | Kизим и Соловьов      | 28 май 1986, 05:43    | 28 май 1986, 09:33    | 3 ч, 50 мин     | Прибиране на образци от космоса     |
| Салют 7 – PE-6 – EVA 2 | Kизим и Соловьов      | 31 май 1986, 04:57    | 31 май 1986, 09:57    | 5 ч, 00 мин     | Пробни връзки                       |

### Товарни кораби
Изпълнени са общо 14 безпилотни полета към станцията (12 полета на космическия кораб „Прогрес“ и 2 от серията „Космос“. Освен снабдяване, техните двигатели са използвани за коригиране на орбитата на станцията.
| Космически кораб | Ден на скачване   | Ден на откачване                       |
| ---------------- | ----------------- | -------------------------------------- |
| Прогрес 13       | 25 май 1982       | 4 юни 1982                             |
| Прогрес 14       | 14 юли 1982       | 11 август 1982                         |
| Прогрес 15       | 20 септември 1982 | 14 октомври 1982                       |
| Прогрес 16       | 2 ноември 1982    | 13 декември 1982                       |
| Космос 1443      | 10 март 1983      | 14 август 1983                         |
| Прогрес 17       | 18 август 1983    | 17 септември 1983                      |
| Прогрес 18       | 22 октомври 1983  | 13 ноември 1983                        |
| Прогрес 19       | 23 февруари 1984  | 31 март 1984                           |
| Прогрес 20       | 17 април 1984     | 6 май 1984                             |
| Прогрес 21       | 10 май 1984       | 26 май 1984                            |
| Прогрес 22       | 30 май 1984       | 15 юли 1984                            |
| Прогрес 23       | 16 юли 1984       | 26 август 1984                         |
| Прогрес 24       | 23 юни 1985       | 15 юли 1985                            |
| Космос 1686      | 2 октомври 1985   | 8 февруари 1991 (заедно със станцията) |